# R. Tam sessions
The R. Tam sessions — відеоряд, (також відомий як "Session 416") який складається з п'яти коротких відео, розповсюджений у мережі Інтернет Джоссом Відоном, і є вступом до серіалу «Світляк».
Відеоряд зображує уривки консультацій Рівер Тем, що проводяться неназваним психологом в період, коли Рівер утримувалася в Академії Альянсу.